# Rocas datadas más antiguas

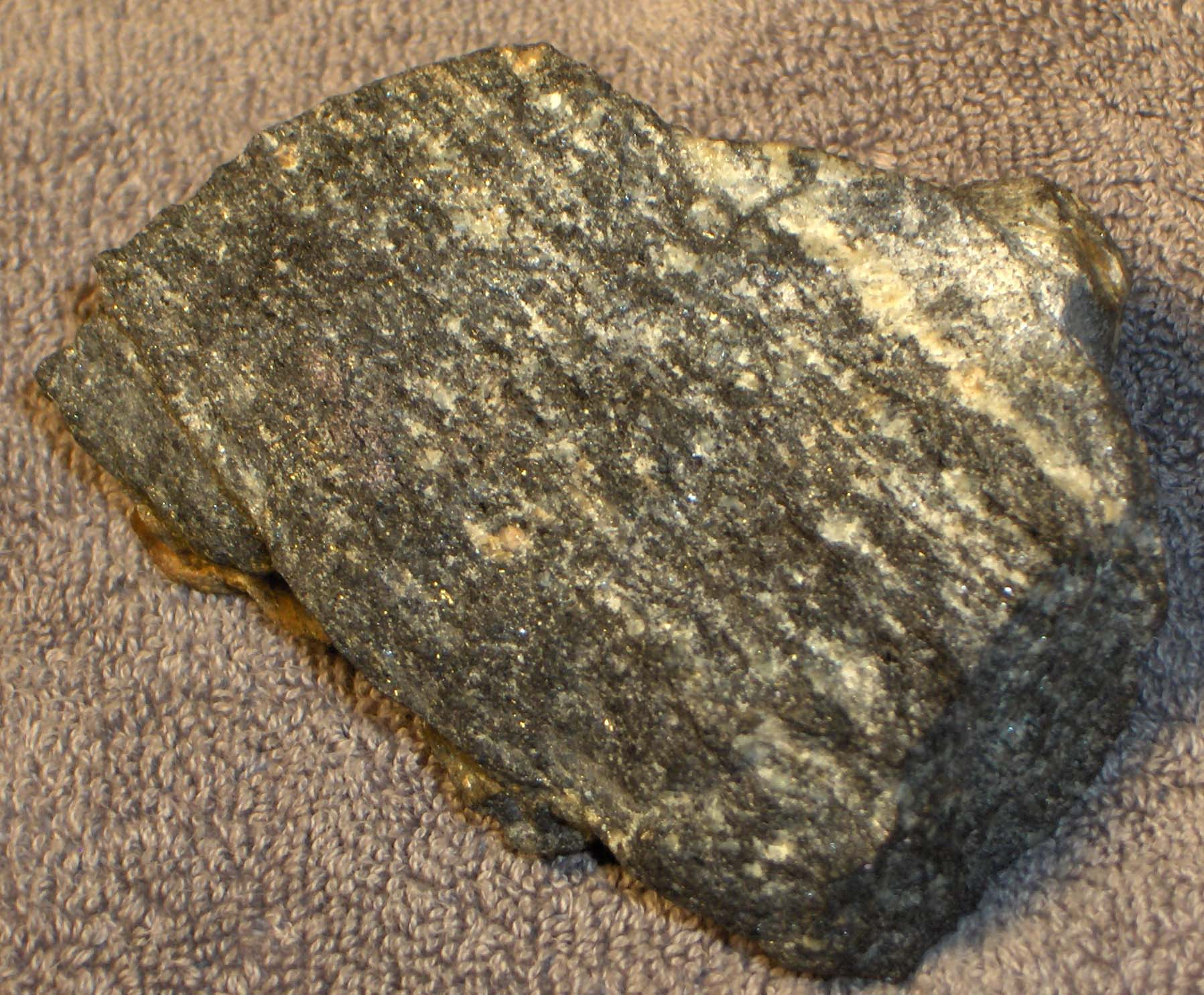
Una muestra de gneis del sitio de las rocas datadas más antiguas de la Tierra (el área del río Acasta en Canadá). Esta muestra ha sido datada en 4000 millones de años.

Las rocas datadas más antiguas en la Tierra, como agregados de minerales que no se han desintegrado posteriormente por erosión o fusión, tienen más de 4000 millones de años y se formaron durante el eón Hádico, el más antiguo de la historia geológica de la Tierra. Estas rocas están expuestas en la superficie de la Tierra en muy pocos lugares. Algunas de las rocas aflorantes más antiguas se pueden encontrar en el Escudo Canadiense, Australia, África y en algunas otras regiones antiguas de todo el mundo. Las edades de estas rocas félsicas son generalmente entre 2500 y 3800 millones de años. Las edades aproximadas tienen un margen de error de millones de años. En 1999, la roca más antigua conocida en la Tierra tenía una fecha de 4031 ± 3 millones de años, y forma parte del Gneis Acasta del cratón Slaves en el noroeste de Canadá. Investigadores de la Universidad McGill dataron una roca por isótopos de neodimio en 3800 a 4280 millones de años, procedente del Cinturón de rocas verdes de Nuvvuagittuq en la costa de la Bahía de Hudson, en el norte de Quebec; la edad real de estas muestras aún está en debate, y en realidad podrían estar más cerca de los 3800 millones de años. Más antiguas que estas rocas son algunos cristales de zircón, mineral que puede sobrevivir a la desagregación y fusión de su roca madre y ser reciclados en formaciones rocosas de ciclos orogénicos posteriores.

## Las rocas más antiguas por categoría

### Material terrestre más antiguo
El material más antiguo de origen terrestre que se ha fechado es un mineral de zircón de 4.404 ± 0.008 Ga encerrado en un conglomerado de arenisca metamorfizada en las colinas de Jack Hills del Narryer Gneiss Terrane de Australia Occidental .  El zircón de 4.404 ± 0.008 Ga es un poco atípico, con el zircón más antiguo consistentemente fechado más cercano a 4.35 Ga. Este zircón es parte de una población de zircones dentro del conglomerado metamorfizado, que se cree que se depositó aproximadamente 3.060 Ga, que es la edad del circón detrítico más joven en la roca. Los desarrollos recientes en la tomografía con sonda atómica han llevado a una restricción adicional en la edad del circón continental más antiguo, con la edad más reciente citada en 4.374 ± 0.006 Ga.
En enero de 2019, los científicos de la NASA informaron sobre el descubrimiento de la roca de la Tierra más antigua conocida: la Luna. Los astronautas del Apolo 14 devolvieron varias rocas de la Luna y, más tarde, los científicos determinaron que un fragmento de una de las rocas contenía "un poco de la Tierra de hace unos 4 mil millones de años". El fragmento de roca contenía cuarzo , feldespato y circón, todos comunes en la Tierra, pero muy poco comunes en la Luna.

### La formación rocosa más antigua de la tierra
Según las investigaciones más recientes, hay varios candidatos para ser considerados la formación rocosa más antigua: parte del cinturón de rocas verdes de Isua (Groenlandia), el terreno Gneis Narryer (Australia), el cinturón de rocas verdes de Nuvvuagittuq (Canadá) o el Gneis Acasta, en el cratón Slaves (Canadá). La dificultad de asignar el título de roca más antigua a un bloque particular de gneis es que los gneises están extremadamente deformados, y la roca más antigua puede estar representada por una sola franja de minerales en una milonita, en una capa de sedimento o en un antiguo dique. Estas rocas pueden ser difíciles de encontrar o cartografiar; por lo tanto, encontrar estas rocas más antiguas se deben tanto al estudio y conocimiento de las propias rocas como a la suerte en el muestreo. 
Por lo tanto, es prematuro afirmar que cualquiera de estas rocas, o incluso la de otras formaciones de gneises hadeanos, son las formaciones o rocas más antiguas de la Tierra. Sin duda, los nuevos análisis continuarán cambiando nuestras concepciones de la estructura y la naturaleza de estos antiguos fragmentos continentales. 
Sin embargo, los cratones más antiguos de la Tierra incluyen el cratón de Kaapvaal, el Gneiss Terrane occidental del cratón Yilgarn (~ 2.9 -> 3.2 Ga), el cratón de Pilbara (~3.4 Ga) y partes del escudo canadiense (~ 2.4 -> 3.6 Ga). Las partes del poco estudiado cratón Dharwar en la India son más antiguas que 3.0 Ga. Las rocas más antiguas del escudo báltico tienen una antigüedad de 3.5 Ga.

### Roca más antigua de la tierra

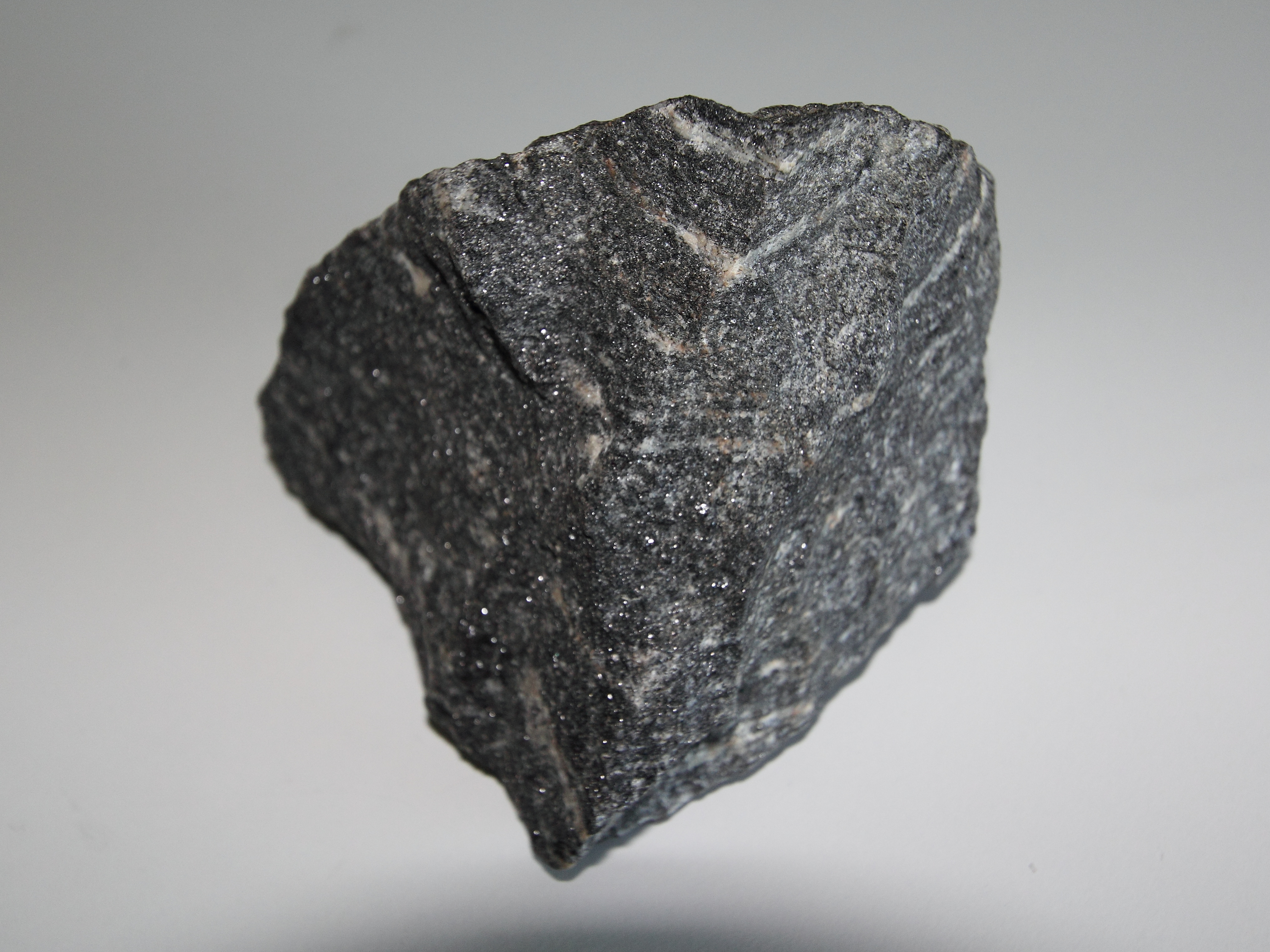
Fragmento de Acasta Gneiss

El gneis Acasta, en el escudo canadiense (Territorios del Noroeste, Canadá), está compuesto por el núcleo ígneo y gneísico de antiguas cadenas montañosas del eón Arcaico que han sido expuestas en una penillanura glaciar. Los análisis de zircones de un ortogneis félsico, con presunto protolito granítico, arrojaron una edad de 4.031 ± 0.003 Ga.
El 25 de septiembre de 2008, investigadores de la Universidad McGill, Carnegie Institution for Science y UQAM anunciaron que una formación rocosa, el cinturón de piedra verde de Nuvvuagittuq, expuesta en la costa este de la Bahía de Hudson en el norte de Quebec tenía una edad de modelo Sm-Nd para la extracción del manto de 4280 millones de años. Sin embargo, se argumenta que la edad real de formación de esta roca, en oposición a la extracción de su magma del manto, es probablemente más cercana a los 3800 millones de años, según Simon Wilde, del Instituto de Investigación de Geociencias en Australia.

### Investigación de microsonda de 2008
Los circonitas del oeste de Australia, Jack Hills, retornaron una edad de 4404 millones de años, interpretados como la era de la cristalización.  Estos circones también muestran otra característica interesante; su composición isotópica de oxígeno se ha interpretado para indicar que hace más de 4400 millones de años ya había agua en la superficie de la Tierra. La importancia y la precisión de estas interpretaciones es actualmente objeto de debate científico. Puede ser que los isótopos de oxígeno y otras características de la composición (los elementos de la tierras raras) registren una alteración hidrotermal más reciente de los circones en lugar de la composición del magma en el momento de su cristalización original. En un artículo publicado en la revista Earth and Planetary Science Letters, un equipo de científicos sugiere que los continentes rocosos y el agua líquida existían hace al menos 4300 millones de años y fueron sometidos a un fuerte clima por un clima acre. Usando una microsonda iónica para analizar las proporciones de isótopos del elemento litio en circones de las colinas de Jack Hills en Australia Occidental, y comparando estas huellas dactilares químicas con composiciones de litio en circones de corteza continental y rocas primitivas similares al manto de la Tierra, encontraron evidencia de que el planeta primitivo ya tenía los comienzos de los continentes, las temperaturas relativamente frescas y el agua líquida para cuando se formaron los circones australianos.

### Rocas no terrestres
Uno de los meteoritos marcianos más antiguos encontrados en la Tierra, el identificado como ALH84001, descubierto en las colinas Allan de la Antártida, cristalizó a partir de roca fundida hace 4091 millones de años.
La roca Génesis (muestra lunar 15415), obtenida de la Luna por los astronautas durante la misión del Apolo 15, ha sido fechada en 4080 millones de años.  Durante la misión Apolo 16, se recuperaron las rocas más antiguas, incluida la muestra lunar 67215, datada en 4460 millones de años.
Los meteoritos pueden ser incluso más viejos, como NWA 11119 datado en 4564,8 ± 0,3 millones de años.